# Партия реформ Эстонии
Па́ртия рефо́рм Эсто́нии (эст. Eesti Reformierakond) — либеральная партия в Эстонии. Партия является членом Либерального Интернационала (в котором состояла в качестве наблюдателя в период 1990—1996 гг.), а также членом европартии Альянс либералов и демократов за Европу.

## История
Партии принадлежит 37 места в Рийгикогу (эстонском парламенте). Её председателем является Кая Каллас. Партия Реформ участвовала в коалициях несколько раз: с 1995 по 1997 годы с несуществующей на сегодняшний день Эстонской коалиционной партией, с марта 1999 по декабрь 2001 года в трёхпартийном правительстве с Союзом Отечества и Партией умеренных Эстонии, с января 2002 по март 2003 года с Центристской партией и, наконец, с марта 2003 по март 2005 года с партией Res Publica и Народным союзом. С 2007 года, когда партия получила 27,8 % голосов на парламентских выборах, она правила совместно с национально-консервативной партией Союз Отечества и Res Publica (IRL) и социал-демократами, а с 2009 года, совместно с IRL. Андрус Ансип являлся премьер-министром Эстонии с апреля 2005 года по 2014 год и Таави Рыйвас с 2014 по 2016 год. 
С 2014 года в Европарламенте представлена двумя депутатами — Урмасом Паэтом и Кайей Каллас. Изначально вместо Урмаса Паэта был избран Андрус Ансип. Однако, после того, как Андрус Ансип был избран заместителем председателя Европейской комиссии по вопросам единого цифрового рынка, в Европарламент ушел Урмас Паэт.
В 2018 году Кая Каллас предпочла вплотную заняться руководством партией и ушла из Европарламента. На её место в Европарламент пришёл Игорь Грязин. В январе 2018 года Игорь Грязин вышел из Партии Реформ, и поэтому на данный момент Партия Реформ в Европарламенте представлена только Урмасом Паэтом.

## Идеология
Партия реформ принимала участие в большинстве правительственных коалиций в Эстонии — будучи беспрерывно в правительстве с 1999 по 2016 год, — поэтому её влияние на политическую жизнь страны значительно, особенно учитывая дружественную к бизнесу экономическую политику Эстонии и консервативную налоговую систему.
Партия реформ стала одним из инициаторов законопроекта «О защите воинских захоронений», на основании которого в ночь с 26 на 27 апреля 2007 года был демонтирован стоявший на площади Тынисмяги «Монумент павшим во Второй мировой войне», центральная фигура которого получила расхожее название «Бронзовый солдат», а 28 апреля начаты раскопки находившегося на той же площади захоронения советских солдат, погибших в Великой Отечественной войне. В период с 30 апреля по конец июня монумент был заново установлен на военном кладбище Таллина. 3 июля там же были перезахоронены останки восьмерых из двенадцати обнаруженных на Тынисмяги солдат. 8 мая 2007 года премьер-министр Эстонии Андрус Ансип, впервые в истории современной Эстонии, возложил к ногам «Бронзового солдата» венок.
На парламентских выборах 2011 года партия получила 28,6 % голосов и 33 места в Рийгикогу. Весной 2014 года представитель партии, министр социальных дел Эстонии Таави Рыйвас получил мандат на формирование правительства.

## Выборы в Рийгикогу 2019
В 2019 году в Эстонии состоялись выборы в Рийгикогу, на которых Партия реформ во главе с Кайей Каллас одержала победу, набрав 28,9% голосов и получив 34 мандата.  После переговоров с другими партиями, не создав коалицию, они были вынуждены уйти в опозицию.

## Поддержка партии на парламентских выборах и количество мест в Рийгикогу
| Количество поданных голосов |
| --------------------------- |
|                             |

| Мест в Рийгикогу |
| ---------------- |
|                  |

## Организационная структура
Партия реформ состоит из земельных организаций (maakondlik organisatsioon), земельные организации из районных организаций (piirkondlik organisatsioon).
Высший орган — генеральное собрание (üldkogu), между партийными генеральными собраниями — партийное правление (juhatus), органы земельных организаций — земельные правления (maakondlik juhatus), органы районных организаций — районные правления (piirkondlik juhatus).

## Руководители
- Сийм Каллас (1994—2004)
- Андрус Ансип (2004—2014)
- Таави Рыйвас (2014—2017)
- Ханно Певкур (2017—2018)
- Кая Каллас (2018—2024)
- Кристен Михал (2024—)